# JumpStart Games
JumpStart Games, Inc. (anteriormente conocida como Knowledge Adventure) es una compañía estadounidense de los años 80. Estaba especializada en el desarrollo y la creación de videojuegos que tenían como objetivo educar y entretener al jugador.

## Videojuegos creados
La empresa produjo hasta 12 videojuegos y cederrones interacivos:
- Space adventure/aventura del espacio
- undersea adventure/aventura subacuática 3d
- 3D body adventure/enciclopedia del cuerpo humano 3D
- 3D DinosaurAdventure/enciclopedia de los dinosaurios 3D (utilizaba secuencias del documental Dinosaurios de 1985)
- imax's speed/velocidad imax
- kid's zoo:a baby Adventure animal

## Asociación con Vivendi Universal Games
De esta asociación resultaron los siguientes productos:
- Jurassic Park III
- Jurassic Park, el videojuego
- Dr. Brain (Doctor cerebro)
- Barbie

## Decadencia
Los programas de la compañía empezaron a decaer en 2004 debido a que la tecnología con la que se manipulaba es muy baja y pobre actualmente, en comparación con la tecnología digital de ahora que permite hacer programas de mejor calidad como LightWave o Blender pero para algunas personas es melancólico y extrañan los programas y a otros les gusta por su originalidad pero es difícil conseguir programas de este tipo,puede ser por compras o descargas del software del programa.

## Influencias
En ciertos programas se ha usado material de documentales y películas así como ilustraciones y textos claros ejemplos enciclopedia del cuerpo humano 3d y enciclopedia de los dinosaurios 3d que usó parte del documental Dinosaurios, de 1985.
- Datos: Q6423274